# 남해 화방사 채진루
남해 화방사 채진루(南海 花芳寺 埰眞樓)는 대한민국 경상남도 남해군 고현면 화방사에 있는 채진루이다.
1985년 11월 14일 경상남도의 문화재자료 제152호 화방사 채진루로 지정되었다가, 2018년 12월 20일 현재의 명칭으로 변경되었다.

## 개요
화방사는 대곡리 망운산 기슭에 자리잡고 있는 절로 신라 문무왕 때 원효대사가 세워 연죽사라 부른 절이다. 이후, 인조 14년(1636) 지금 있는 자리로 옮겨 넓혀 짓고 화방사라 불렀다.
채진루는 일주문을 통해 경내로 들어서기 전 대웅전과 마주보고 있는 건물로서, 인조 16년(1638) 계원대사가 지었다. 임진왜란 때 왜군의 침략으로 절이 불타 버리자 신도들의 정성으로 곧 다시 지어 오늘에 이르고 있다.
규모는 앞면 5칸·옆면 2칸으로, 지붕은 옆면에서 볼 때 사람 인(人)자 모양인 맞배지붕으로 꾸몄다. 지붕 처마를 받치기 위해 장식하여 만든 공포는 새 날개 모양으로 짠 익공 양식으로 조선 후기의 수법을 보이고 있다.

## 참고 문헌
- 남해 화방사 채진루 - 국가유산청 국가유산포털